# Lasioglossum margelanicum
Lasioglossum margelanicum är en biart som beskrevs av Ebmer 1972. Lasioglossum margelanicum ingår i släktet smalbin, och familjen vägbin. Inga underarter finns listade i Catalogue of Life.